# Omoadiphas texiguatensis
Espèce
Statut de conservation UICN

 CR B1ab(iii) : 
En danger critique
Omoadiphas texiguatensis  est une espèce de serpents de la famille des Dipsadidae.

## Répartition
Cette espèce est endémique du Nord du Honduras.

## Description
Dans leur description les auteurs indiquent que l'holotype mesure 169 mm dont 26 mm pour la queue. Son dos est noisette avec des taches brun clair.

## Étymologie
Son nom d'espèce, composé de texiguat et du suffixe latin -ensis, « qui vit dans, qui habite », lui a été donné en référence au lieu de sa découverte, le Cerro Texiguat Wildlife refuge.

## Publication originale
- McCranie & Castañeda, 2004 : A new species of snake of the genus Omoadiphas (Reptilia: Squamata: Colubridae) from the Cordillera Nombre de Dios in northern Honduras. Proceedings of the Biological Society of Washington, vol. 117, no 3, p. 311-316 (texte intégral).